# Ligues paysannes
 (août 2012).
Si vous disposez d'ouvrages ou d'articles de référence ou si vous connaissez des sites web de qualité traitant du thème abordé ici, merci de compléter l'article en donnant les références utiles à sa vérifiabilité et en les liant à la section « Notes et références ».

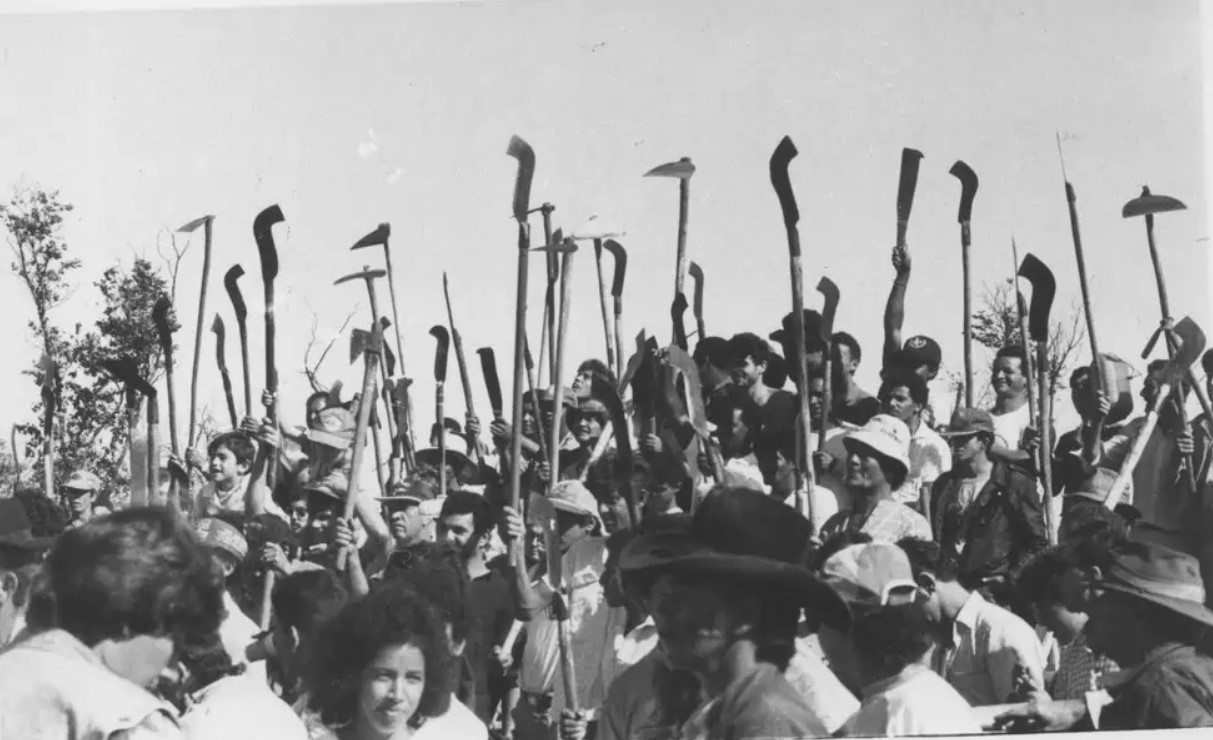
Manifestation de ligue paysanne dans les années 1950.

Les ligues paysannes (en portugais : Ligas Camponesas) sont un mouvement social brésilien qui apparut à partir de la décennie de 1950 dans l'État du Pernambouc. Son origine remonte aux anciennes ligues paysannes de la décennie de 1940 provenant de l'action du Parti communiste brésilien dans les campagnes. Avec le retour du PCB à la clandestinité en 1945, les Ligues Paysannes furent abolies ; quelques-unes ont survécu mais sans grande influence. 
Francisco Julião député fédéral au Pernambouc, appartenant au parti socialiste brésilien fut le responsable de la survie du mouvement recherchant avec d'autres députés des appuis pour les emphytéotes très réprimés par les grands propriétaires de terre. Il enregistra les ligues en notariat leur fournissant un statut et la couverture juridique dont elles avaient besoin. En 1954, l’Union des laboureurs et des travailleurs agricoles brésiliens (ULTAB) est fondée avec le soutien du parti communiste brésilien.
En 1954 à l'usine de sucre Galiléia, de la ville de Vitória de Santo Antão, la Sociedade Agrícola e Pecuária de Plantadores de Pernambuco (SAPPP),(en français : Société agricole et d'élevage de planteurs du Pernambouc) avait trois objectifs : 
- aider les paysans dans les frais funéraires évitant ainsi qu'ils soient pratiquement enterrés dans des fosses communes
- leur fournir assistance médicale, juridique et d'éducation
- et former une coopérative de crédit pour libérer peu à peu les paysans du pouvoir des gros propriétaires.

Environ cent quarante familles de paysans travaillaient dans l'usine Galilée sous régime d'emphytéose pour cultiver la terre et devaient payer une valeur fixe en argent au propriétaire de la terre. Il faut dire que les terres de cette usine étaient épuisées et ne convenaient plus pour la culture de la canne à sucre.
Au début, la SAPPP reçut l'appui du propriétaire du Galiléia, on lui offrit même un titre honorifique dans le mouvement. Cependant d'autres propriétaires de la région lui signalèrent que le mouvement aurait des buts communistes et ainsi pourrait être dangereux. Le propriétaire de l’usine donna ordre de supprimer immédiatement le mouvement menaçant les paysans d'expulsion et aussi d'augmenter les valeurs à payer. Les paysans décidèrent de résister mais ils savaient qu'isolés dans la campagne, ils ne résisteraient pas longtemps. Ils décidèrent de chercher appui en ville. Cet appui et la couverture juridique nécessaire leur furent donnés par le député Francisco Julião . 
Le 1er janvier 1955, la SAPPP commença à fonctionner légalement.
La presse conservatrice appela rapidement la SAPPP de « ligue » en souvenir des mouvements des années 1940. En 1959, la SAPPP parvient à faire exproprier l'usine. Le mouvement se répandit à l'intérieur de l'état et la victoire des « galiléens » fit rêver à la réforme agraire. Au début de la décennie de 1960, les ligues existaient en 13 états brésiliens et étaient connues à l'intérieur et à l'étranger.
La dictature de 1964 mit un terme aux rêves des paysans parce que les principaux chefs furent arrêtés et le mouvement férocement persécuté. D'une certaine façon, on peut considérer que le Mouvement des travailleurs ruraux sans terre (MST) est le successeur des ligues.